# Tetrazolo
I tetrazoli sono una classe di eterocicli sintetici organici formati da un anello a 5 termini di cui quattro atomi di azoto ed uno di carbonio (più i relativi idrogeni). Il più semplice membro della classe è il tetrazolo stesso, CN4H2. Non sono noti in natura. Diversi farmaci contengono il gruppo tetrazolico in quanto esso può fungere da bioisostero di un acido carbossilico. In generale sono però indesiderati per problemi di sicurezza, essendo solitamente esplosivi. Diversi sartani contengono tetrazoli, come il losartan e il candesartan. Un noto tetrazolo è il MTT (sale di dimetil tiazolil difenil tetrazolio) impiegato nel saggio MTT per quantificare l'attività respiratoria di cellule in una coltura cellulare.
Altri tetrazoli sono usati per le loro proprietà esplosive o combusive, come il tetrazolo, il 5-amminotetrazolo e il 5,5'-Idrazotetrazolo, che sono talvolta usati come generatori di gas negli airbag delle automobili.
Il tetrazolo è stato preparato per la prima volta per reazione tra acido idrazoico anidro e acido cianidrico sotto pressione.